# Шахгельдян Армен Андранікович
Армен Андранікович Шахгельдян (вірм. Արմեն Անդրանիկի Շահգելդյան; 28 серпня 1973, Єреван, Вірменська РСР, СРСР) — радянський і вірменський футболіст, нападник.

## Клубна кар'єра
У 16-річному віці Армен опинився в «Арараті», кольори якого захищав протягом шести років. У складі «Арарату» двічі ставав чемпіоном, тричі володарем кубка Вірменії, а також визнавався кращим гравцем року в чемпіонаті 1993.
У 1996 році відбувся перехід Шахгельдяна до табору суперника тих часів, яким була «Кілікія», що називалася тоді «Пюніком». Тут Армен провів лише один сезон, за який став чемпіоном і фіналістом кубка Вірменії.
Наступні два сезони провів за кордоном, спробувавши свої сили в  українському та ізраїльському чемпіонатах, але ні в першому, ні в другому себе проявити не зміг. Після цього відбулось перше повернення на батьківщину. У 1998 році виступав за «Єреван», у складі якого став бронзовим призером чемпіонату і фіналістом кубка.
По закінченні чемпіонату надійшла пропозиція від швейцарського клубу «Лозанна», з яким Армен уклаа контракт. За 3 сезони, проведених за клуб, Шахгельдян з'явився в 26-ти матчах і забив 6 голів. Аналогічна ситуація була в московському «Динамо», де за півтора сезону Шахгельдян з'явився на полі всього два рази.
У 2001 році відбулося друге повернення додому. Новою командою Армена стала «Міка». Через півтора сезону відбувся переїзд на Кіпр.
У 2004 році знову став виступати в складі «Міки», за яку провів повноцінний сезон, зігравши в 21 матчі і забивши 12 м'ячів (5 місце в сезоні). Наприкінці року відбувся останній виїзд форварда в закордонний клуб (ліванський «Аль Ахед»), за який провів початок чемпіонату і знову перейшов у «Міку». Останні два з половиною сезони своєї ігрової кар'єри провів у аштаракському клубі, у складі якого здобув два кубка Вірменії, один суперкубок Вірменії, визнавався кращим гравцем чемпіонату 2006 та кращим нападником у 2005 році.

## Кар'єра в збірній
Армен дебютував у складі головної команди країни в 1992 році. Це був перший матч збірної з моменту здобуття незалежності Вірменії. Матч був товариським, проти збірної Молдови, і закінчився з нульовим рахунком. З цього моменту і до закінчення своєї ігрової кар'єри в 2007 році, Армен постійно отримував виклики в національну команду. За цей час він зіграв в 53 матчах і забив 6 голів.

## Тренерська діяльність
Закінчив Вищу школу тренерів у Москві. З 2008 року очолював «Міку-2». В першості Першої ліги сезону 2010 року клуб був оштрафований на 50 000 драм з позначкою «За постійне втручання в роботу судді матчу з боку головного тренера „Мікі-2“ під час гри його підопічних з командою „Ширак-2“».
2010 року у зв'язку з незадовільними результатами «Міку» покинув Армен Адамян. Місце головного тренера зайняв Армен Шахгельдян. З приходом Шахгельдяна результати змінилися, команда частіше стала домагатися результату, але цього не вистачило для завоювання медалей. Новий сезон знову довірили Шахгельдяну. Команду періодично кидало в сторони. Зважаючи на це команді вдалося завоювати Кубок після довгого періоду. Однак результати чемпіонату переважили кубкові досягнення і Шахгельдяну довелося піти. З нагоди відсторонення головного тренера «Міки» від займаної посади, дана вакансія була запропонована Маркарову, а Армен знову очолив дубль.

## Досягнення
- як гравця:
  -  Вірменія
    - командні:
      - Чемпіон Вірменії: 1993, 1995, 1996/97
      - Срібний призер Чемпіонату Вірменії: 2004, 2005
      - Бронзовий призер Чемпіонату Вірменії: 1994, 1998, 2006, 2007
      - Володар Кубка Вірменії: 1993, 1994, 1995, 2005, 2006
      - Фіналіст Кубка Вірменії: 1996/97, 1998
      - Володар Суперкубка Вірменії: 1997, 2006
      - Фіналіст Суперкубка Вірменії: 2004, 2007

  -  Ліван
    - командні:
      - Володар Кубка Лівану: 2004/05

    - особисті:
      - Футболіст року у Вірменії: 1993, 2006
      - Найкращий нападник Вірменії: 2004, 2005

  -  Швейцарія
    - Володар Кубка Швейцарії: 1997/98, 1998/99
- як тренера:
  - Володар Кубка Вірменії: 2011

## Родина
Має сина — Андраніка, який також є футболістом. Вихованець «Міки», виступав у головній команді на позиції нападника. Після відходу батька з посади головного тренера, перейшов в кінці сезону в «Улісс».